# Emiliano Boffelli
Pour les articles homonymes, voir Boffelli.

a Compétitions nationales et continentales officielles uniquement.

b Matchs officiels uniquement.
Dernière mise à jour le 15 octobre 2023.
Emiliano Boffelli, né le 16 janvier 1995 à Rosario (Argentine), est un joueur international argentin de rugby à XV jouant aux postes d'arrière, d'ailier ou de centre avec Édimbourg Rugby en United Rugby Championship depuis 2021.

## Biographie

### Carrière en club
Emiliano Boffelli commence sa carrière en 2014 dans sa ville natale de Rosario, avec le club amateur du Duendes RC qui dispute le Torneo del Litoral et le Nacional de Clubes,. À côté de cela, il joue avec la province des Pampas XV en 2015. Avec cette équipe, il remporte la Pacific Rugby Cup.
En 2016, il fait ses débuts en Super Rugby avec la franchise des Jaguares,.
En fin d'année 2017, il est nommé pour le titre de Joueur argentin de l'année, avec Pablo Matera et Sebastián Cancelliere. Boffelli remporte finalement cette distinction.
En décembre 2020, il rejoint le club français du Racing 92 en Top 14 en tant que joueur supplémentaire. Il inscrit son premier essai en championnat, lors de sa première titularisation face au Castres olympique le 19 février 2021. À l'issue de la saison, son contrat n'est pas prolongé et il quitte le club.

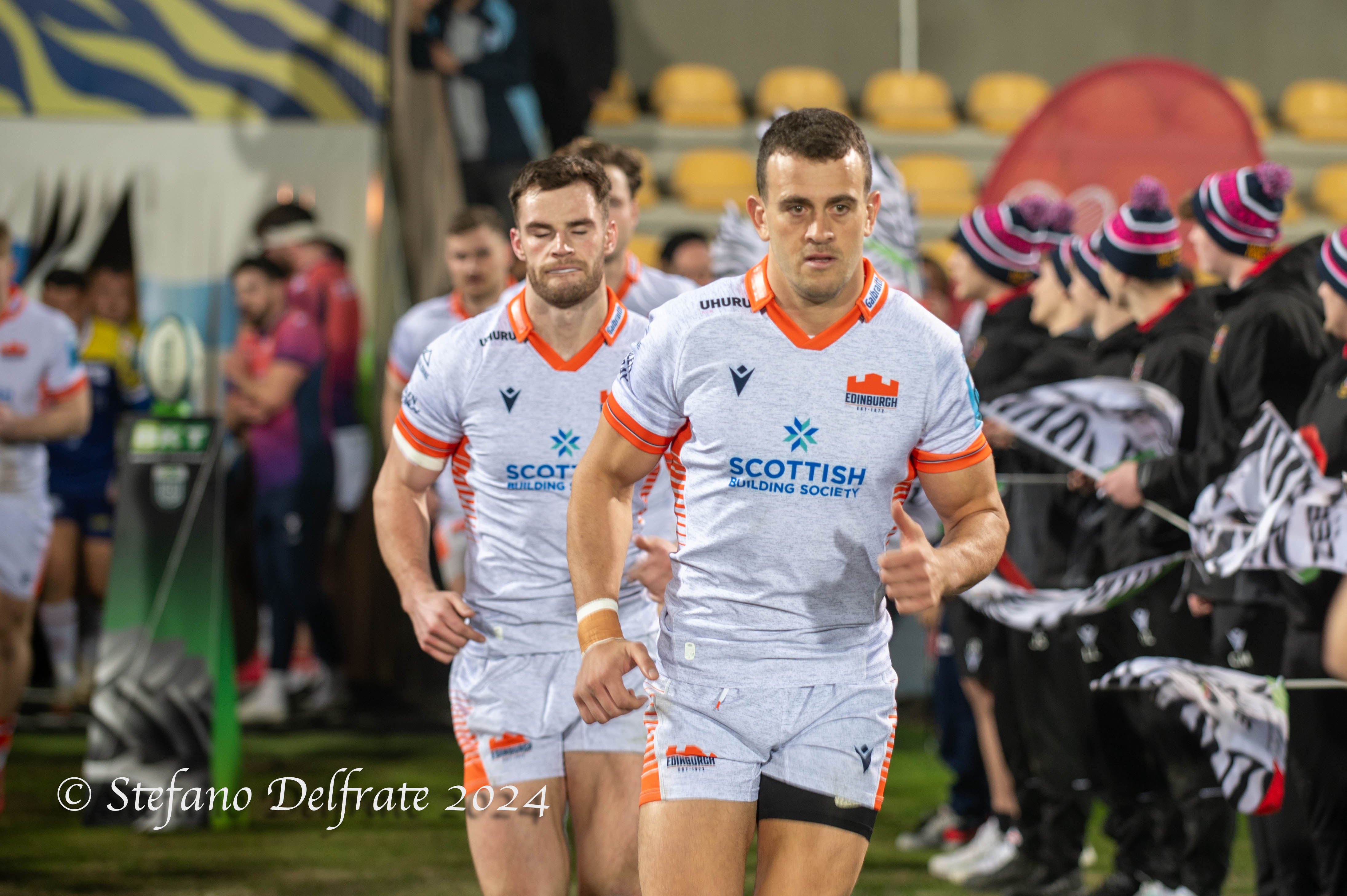
Emiliano Boffelli, en 2024, avec Édimbourg Rugby.

Il s'engage ensuite avec la province écossaise d'Édimbourg Rugby en United Rugby Championship.

### Carrière en équipe nationale
Emiliano Boffelli a joué avec l'équipe d'Argentine des moins de 20 ans, et dispute les championnats du monde junior en 2013, 2014 et 2015.
Il joue également avec l'équipe des Jaguars (Argentine A), disputant l'Americas Rugby Championship en 2017. Il dispute son unique match contre cette équipe le 25 février 2017 contre l'équipe du Brésil.
Il obtient sa première cape internationale avec l'équipe d'Argentine le 10 juin 2017 à l’occasion d’un test-match contre l'équipe d'Angleterre à San Juan.
En 2019, il est retenu dans le groupe de 31 joueurs sélectionné par Mario Ledesma pour disputer la Coupe du monde au Japon. Il dispute trois rencontres lors de la compétition.

## Statistiques en équipe nationale
Au 23 septembre 2023, Emiliano Boffelli compte 55 capes en équipe d'Argentine, dont 53 en tant que titulaire, depuis le 10 juin 2017 contre l'équipe d'Angleterre à San Juan. Il a inscrit 296 points (13 essais, 51 pénalités et 39 transformations).
Il participe à six éditions du Rugby Championship, en 2017, 2018, 2019, 2020, 2021, 2022 et 2023. Il dispute 26 rencontres dans cette compétition.

## Palmarès

### En club
- Vainqueur de la Pacific Rugby Cup en 2015 les Pampas XV.

### Distinctions personnelles
- Joueur argentin de l'année en 2017